# Kurhotel Fürstenhof (Blankenburg)

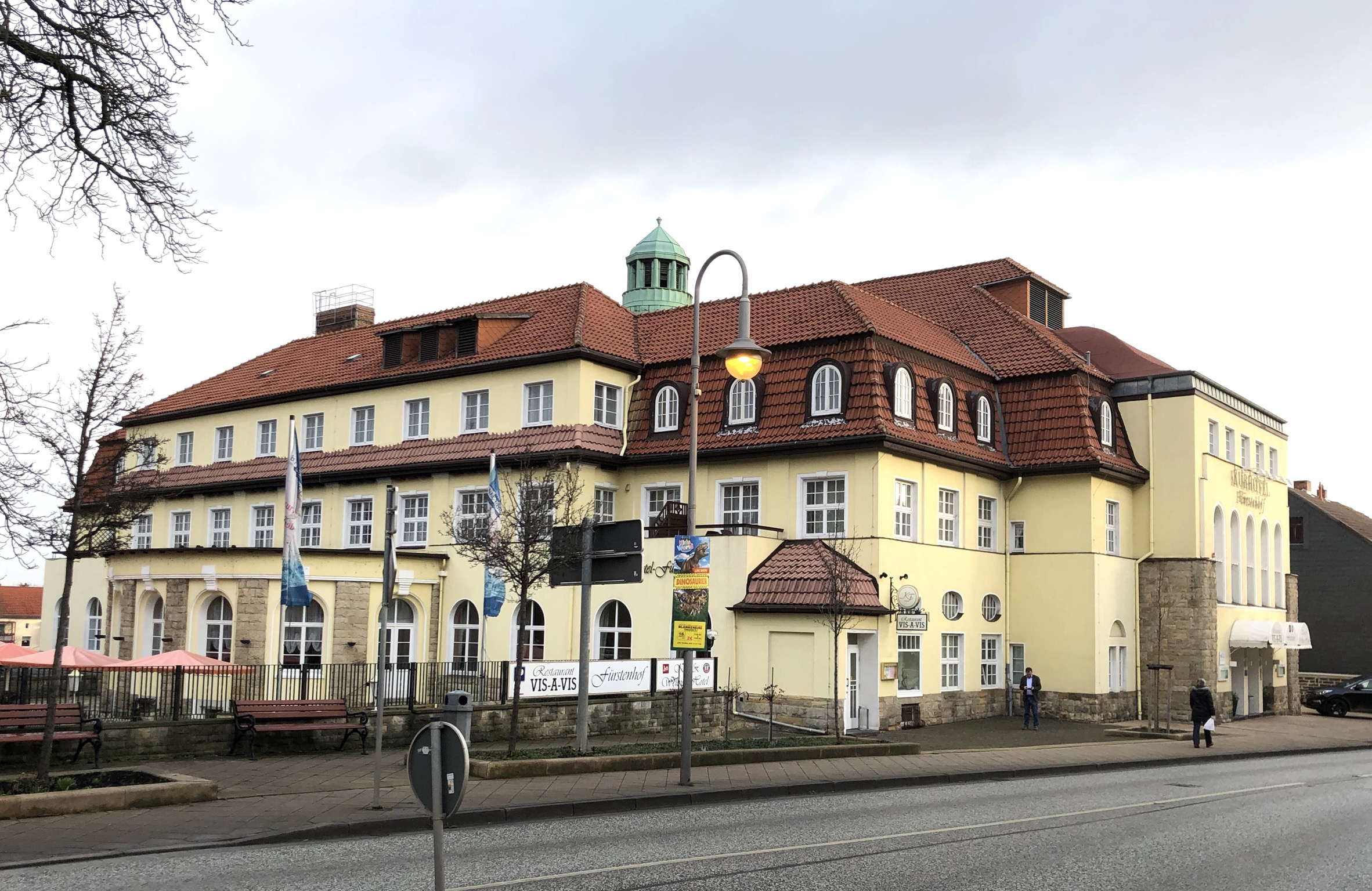
Kurhotel Fürstenhof, 2020

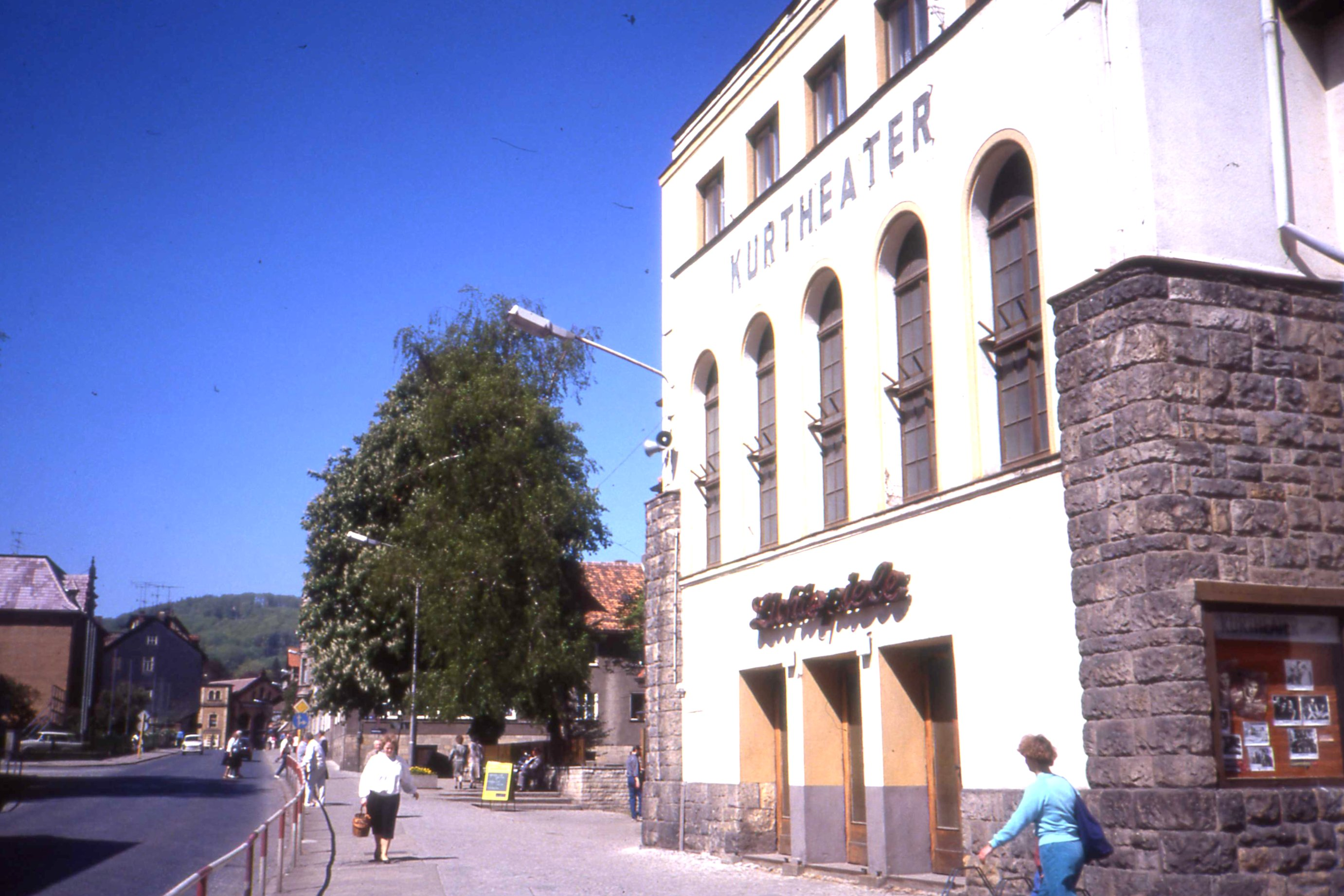
Kurtheater-Lichtspiele, Mai 1990

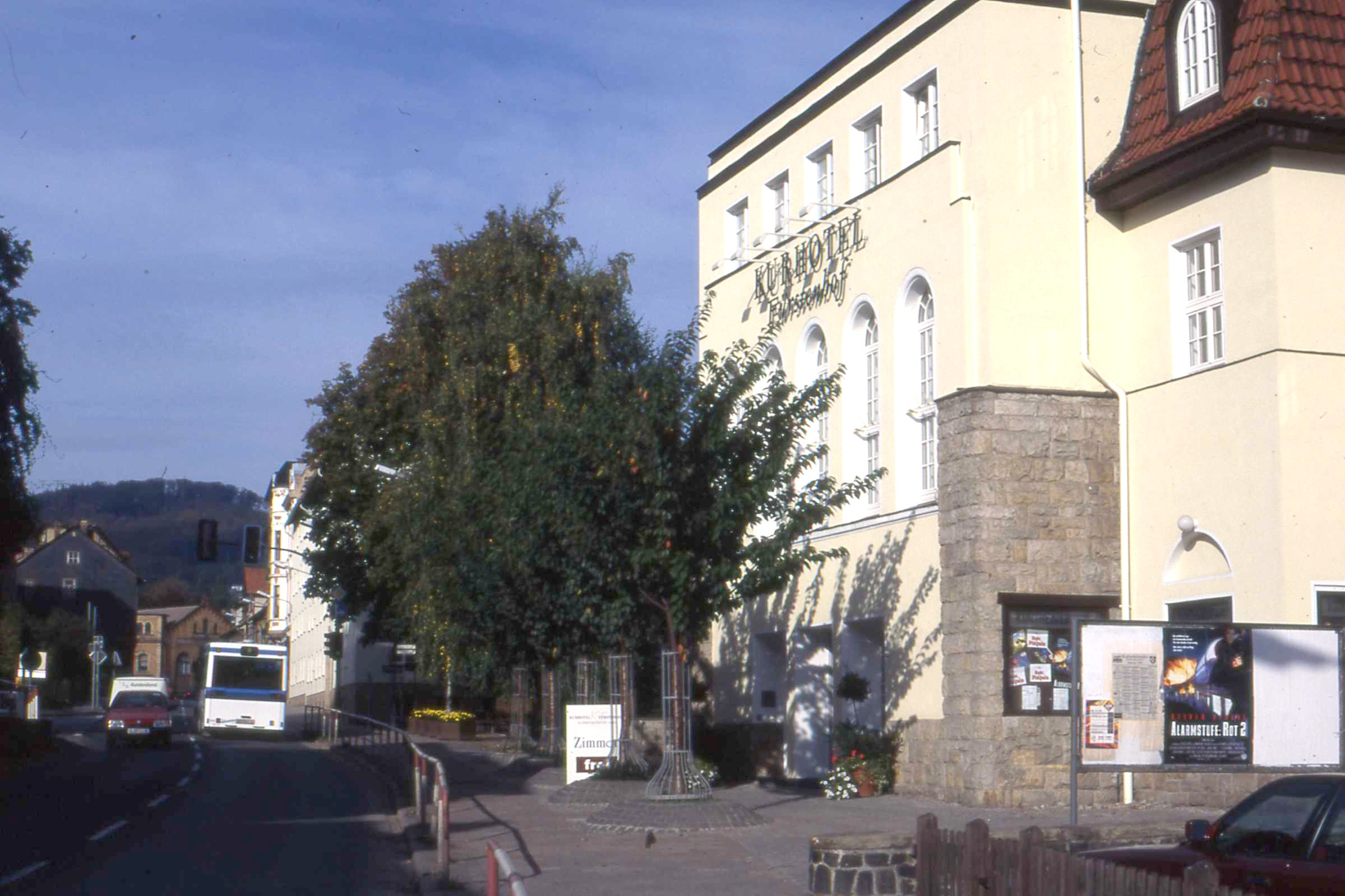
Kurhotel im Mai 1995

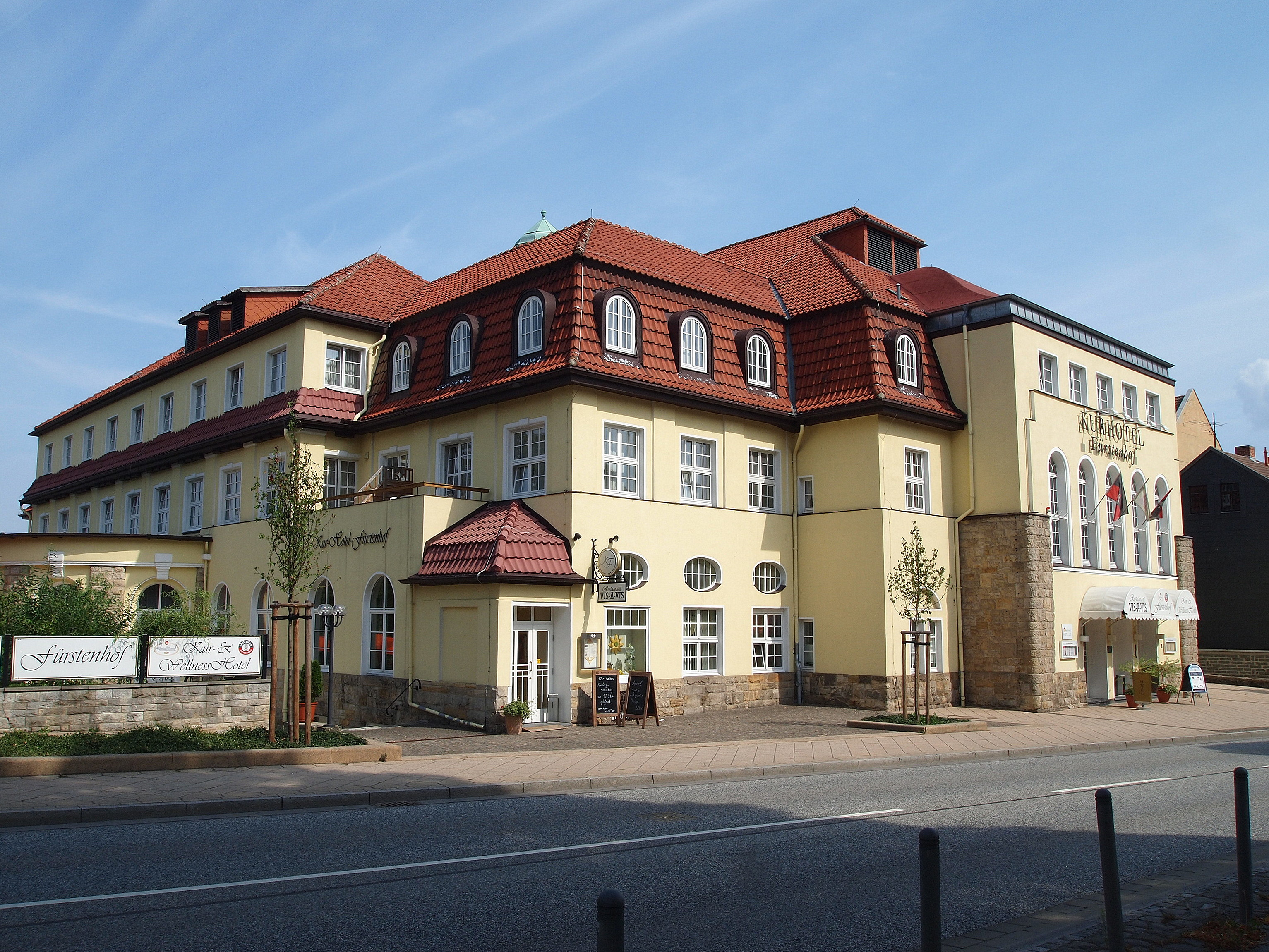
2013

Das Kurhotel Fürstenhof ist ein denkmalgeschütztes Hotel in der Stadt Blankenburg (Harz) in Sachsen-Anhalt.

## Lage
Es befindet sich nördlich der Blankenburger Altstadt auf der Nordseite der Mauerstraße an der Adresse Mauerstraße 9.

## Ausstattung
Das Hotel verfügt über 23 Doppel- und vier Einzelzimmer. Zwei der Doppelzimmer werden als behindertenfreundlich geführt. Es bestehen zwei Säle mit einer Kapazität von 80 bis 100 Personen und eine Lounge. Im Erdgeschoss gibt es ein Restaurant.

## Architektur und Geschichte
In der zweiten Hälfte des 19. Jahrhunderts entstanden nach der Niederlegung der Blankenburger Stadtmauer nördlich der Mauerstraße repräsentative Bauten. Darunter 1895 auch das zunächst in Fachwerkbauweise errichtete Hotel Fürstenhof. 1905 wurde ein großer Theatersaal angebaut und zeitweise als Fürstenhof-Theater betrieben. Das Hotel entwickelte sich zu einem zentralen Punkt im gesellschaftlichen Leben der Stadt. Im April 1911 brannte der Bau jedoch nieder.
In zweijähriger Bauzeit wurde dann das bis heute erhaltene Gebäude neu errichtet. Das zweigeschossige Haus erhielt auch einen Saal mit gesondertem Bühnenhaus und rund 800 Plätzen, der ab 1913 als Kurtheater betrieben wurde. Bedeckt ist das Gebäude von einem Mansardwalmdach. Die Dachgauben im Mansardgeschoss sind rundbogig ausgeführt.
In den 1920er und 1930er Jahren traten in den Sommermonaten bekannte Theaterensembles im Haus auf. Darüber hinaus fanden außerhalb der Theaterzeit seit 1919 mehrmals wöchentlich Filmvorführungen in den Fürstenhof-Lichtspielen statt. Am 20. April 1945 wurde das Bühnenhaus durch eine Bombe zerstört. In der Zeit nach 1945 wurde der Saal zum reinen Kino umgebaut und unter dem Namen Kurtheater-Lichtspiele betrieben. In einem kleineren Saal wurde später zusätzlich ein Klubkino eingerichtet. Nach der friedlichen Revolution in der DDR wurde das Kino 1991 von der Ufa-Theater AG übernommen, die seit dem Ende der 1990er Jahre jedoch nur noch das Klubkino betrieb. Das Restaurant und Hotel wurden saniert, die Kinonutzung im Jahr 2003 beendet. Nach Umbauten im Jahr 2007 wurde das ehemalige Kinofoyer zum Wellnessbereich. Das Gebäude wird als Hotel genutzt.
Im örtlichen Denkmalverzeichnis ist das Hotel unter der Erfassungsnummer 094 01763 als Baudenkmal verzeichnet.